# Papeda
Papeda eller kafirlime (Citrus ×hystrix) är en hybrid i familjen vinruteväxter. Hybriden har uppstått i sydöstra Asien som en korsning mellan C. macroptera och pompelmus (C. maxima). 

## Användning
Bladen säljs som smaksättare under namnet limeblad, kafirlime (även kaffirlime) eller vild lime. Frukten används som insektsmedel, krydda eller för väldoft.

## Synonymer
Citrus auraria Michel
Citrus echinata St. Lag.
Citrus hyalopulpa Tanaka
Citrus kerrii (Swingle) Tanaka
Citrus macroptera var. kerrii Swingle
Citrus papeda Miquel
Fortunella sagittifolia F. M. Feng & P. I. Mao
Papeda rumphii Hasskarl.